# Pruskovští z Pruskova
Pruskovští z Pruskova (též Proskovští z Proskova, německy von Proskau, polsky Proszkówski z Proszkowa) byl slezský šlechtický rod připomínaný od 13. století. Vlastnili statky v Opolsku a v Ratiboři. V 16. století v habsburských službách dosáhli vlivnějšího postavení a byli povýšeni do panského stavu. Tehdy také získali majetek v Čechách a na Moravě (Staré Hrady, Bzenec, Hradec nad Moravicí). V roce 1678 jim byl udělen hraběcí titul. Rod vymřel v roce 1769 a jeho majetek, jméno i erb převzali spříznění Ditrichštejnové.

## Jméno
Jméno odvozoval od rodového sídla, statku Pruskov (nynější Prószków v Polsku poblíž Opolí), kde se členové rodu připomínají písemně poprvé v roce 1319.

## Dějiny rodu

Erb pánů z Pruskova po roce 1562

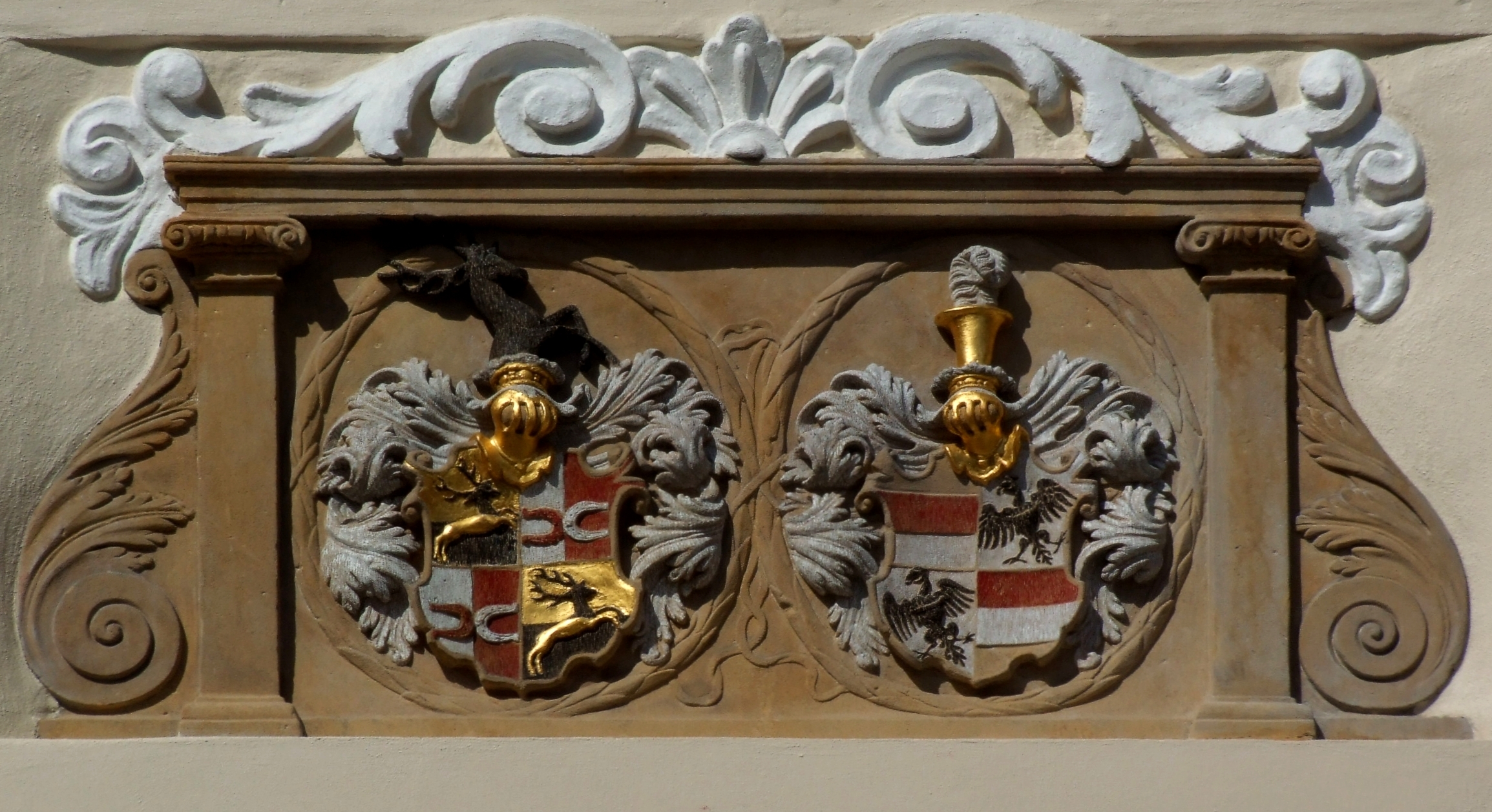
Alianční erby Pruskovských a Lobkoviců v Opolí

Původ polského a slezského rodu sahá do 13. století. Prvním písemně doloženým předkem rodu byl Stanimír, který byl na sklonku 13. století kastelánem v Ratiboři, jeho potomci zastávali ve 14. století významné úřady na dvorech hornoslezských knížat. Významný úřad zastával Jan IV. Pruskovský († 1508), který byl kancléřem opolského knížete Jana II. Jan Pruskovský měl několik synů, kteří sloužili Habsburských službách. Syn Lukáš zahynul v roce 1536 Brabantsku bojích proti Francouzům. Syn Jindřich zahynul v roce 1542 v Komárně v bojích proti Turkům, proti Turkům měl zahynout i jeho bratr Jakub v roce 1545, z důvodu nejasností se může jednat jednu osobu. Syn Jan byl královským radou českého krále Ferdinanda I., měl 8 synů(Jan, Valentin) a 4 dcer. Syn Jiří dosáhl vojenské hodnosti plukovníka, zahynul 10. října 1557 v bitvě u Osijeka proti Turkům.
Až za vlády Ferdinanda I. posílili svůj vliv bratři Jan a Valentin, kteří zastávali funkce hejtmanů slezských knížectví. Valentin byl hejtmanem Hlohovského knížectví. Ještě více vynikl jejich další bratr Jiří IV. Pruskovský (1525-1584), který zastával hodnosti u dvora, nechal vystavět renesanční zámek v Pruskově (1563) a v roce 1564 rozšířil rodový majetek v Opolsku o panství Bělá. V roce 1560 povýšil Ferdinand I. bratry Jiřího († 1584) a Jana staršího († 1564) a jejich synovce, Jana mladšího († 1590) a Kašpara († 1603), syny po zesnulém hlohovském hejtmanovi Valentinovi do panského stavu. Jiří IV. často pobýval v Praze, usiloval o získání sídla v Čechách, oženil se s Voršilou z Lobkovic a v roce 1571 od svého tchána Kryštofa Popela z Lobkovicz převzal panství Staré Hrady u Jičína. Z jeho tří synů zdědil Staré Hrady Oldřich Desiderius (1570-1618), který byl od roku 1606 nejvyšším komorníkem císaře Rudolfa II. V této funkci sehrál důležitou úlohu v době úmrtí Rudolfa II., v hodnosti nejvyššího komorníka pak přešel do služeb jeho bratra císaře Matyáše a v letech 1614-1615 vedl diplomatickou misi do Španělska. Jiří IV. i jeho syn Oldřich Desiderius patřili k mecenášům vědy a umění.
Na Moravu a Opavsko mezitím pronikl také synovec Jiřího IV., Kašpar Pruskovský (1543-1603), který byl nejvyšším štolbou arcivévody Arnošta, sloužil též v armádě a působil i jako diplomat. V roce 1581 převzal jako zástavní držitel panství Hradec nad Moravicí, sňatkem s Barborou Révayovou (1588) pak navíc získal Bzenec na jižní Moravě. Tyto statky po něm zdědil synovec Jan Kryštof (1569-1625), který byl v letech 1607-1619 zemským hejtmanem v Opolsku a Ratibořsku a jako katolík byl za stavovského povstání dočasně vyhnán z Hradce, byl též mecenášem polsko-českého historika Bartoloměje Paprockého. Za jeho syna Jiřího Kryštofa I. (1595-1663) došlo v letech 1638-1640 k výstavbě raně barokního zámku v Białe (1638-1640).

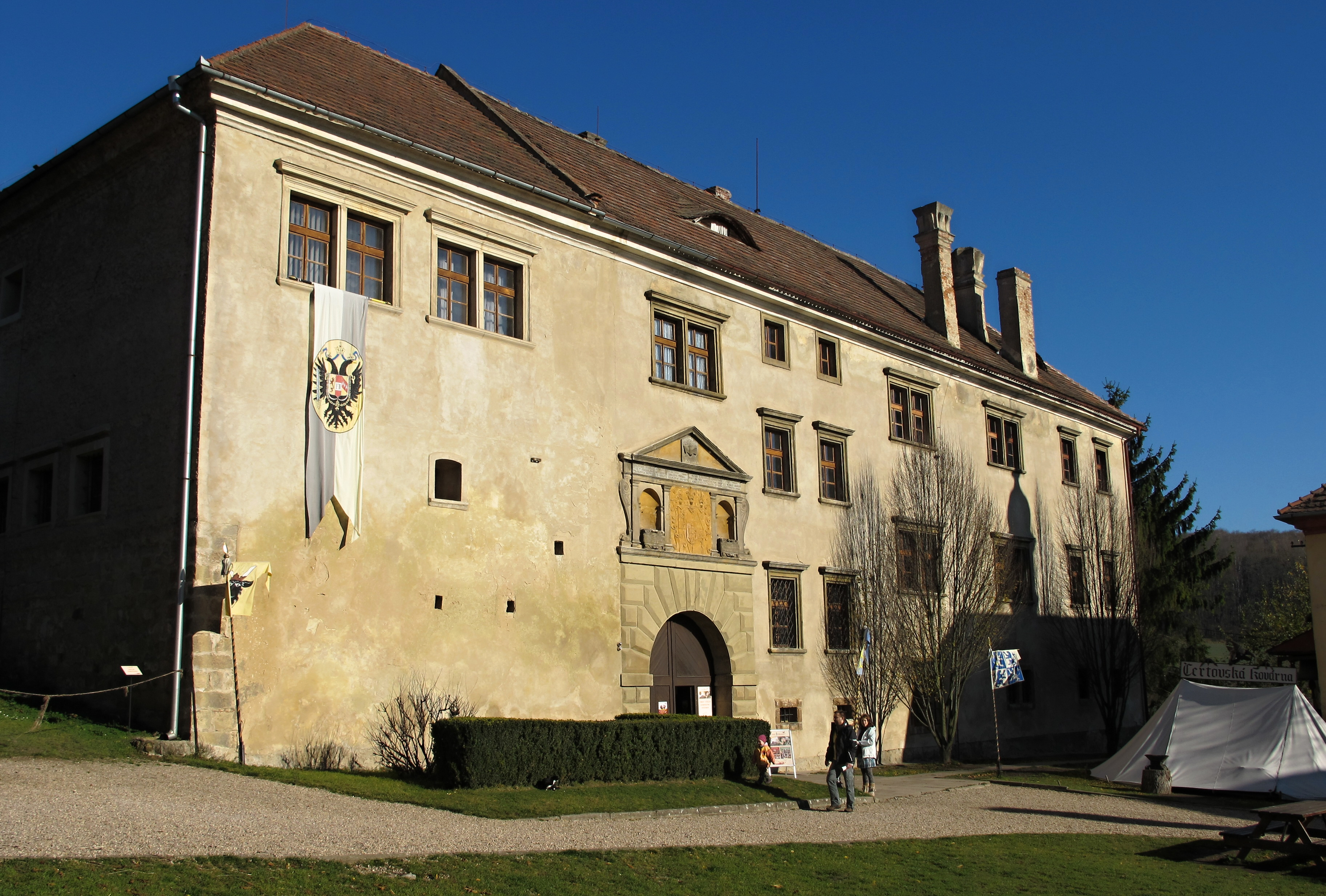
Zámek Staré Hrady se vstupním portálem

Jiří Kryštof II. (1629-1701) studoval ve Vratislavi a v Lovani, ovládal několik jazyků a byl císařským tajným radou a komořím. Mimoto byl aktivním účastníkem moravských zemských sněmů. V roce 1678 byl povýšen do říšského hraběcího stavu. Měl tři syny, nejstarší Antonín Kryštof (1671-1737) byl prezidentem zemské komory ve Slezsku, kde také zdědil rodové statky. Jeho sídlem byl zámek Bělá (Biała), který pak v roce 1747 prodala vdova Friderika Alžběta, rozená Schaffgotschová. Hradec a Bzenec připadl druhorozenému Erdmannu Kryštofovi (1676-1753), který patřil k oblíbeným dvořanům Marie Terezie a řadu let vedl spory s poddanými v Bzenci. Jeho syn Leopold Erdmann (1725-1769) byl posledním členem rodu.

## Majetkové poměry a stavební aktivity Pruskovských v Českém království

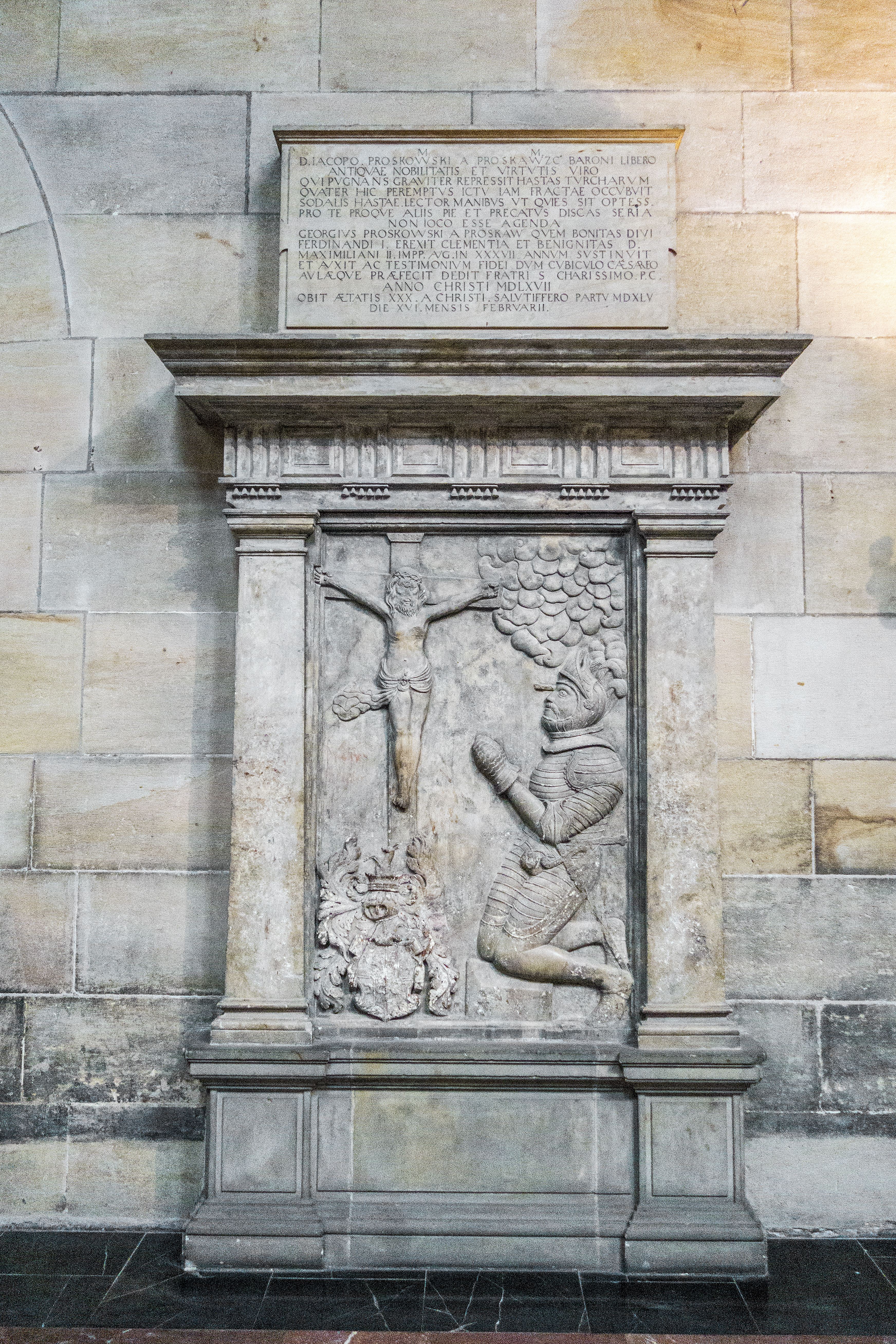
Epitaf Jakuba Proskovského (+1545), Katedrála sv. Víta v Praze

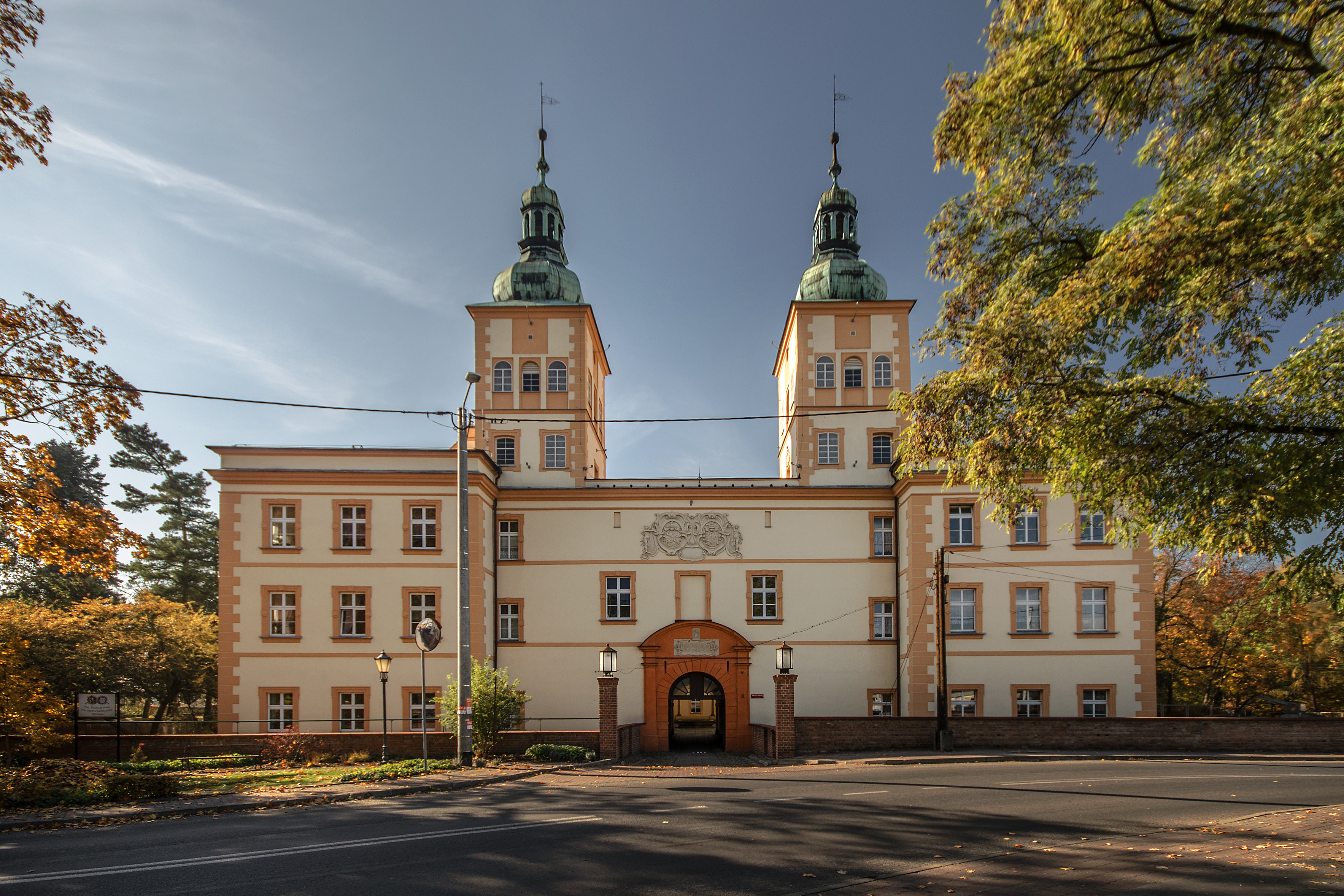
Zámek v Pruskově (Prószków, Polsko)

Prvním majetkem Pruskovských v Čechách se stalo panství Staré Hrady u Jičína. Od svého tchána Kryštofa z Lobkovic je získal Jiří Pruskovský (1525-1584), který jako vlivný dvořan usiloval o sídlo poblíž pražskému dvoru. Formálním centrem panství Staré Hrady byla Libáň, pro niž Jiří vymohl povýšení na městečko (1574). Mezitím podnikl rozsáhlou přestavbu hradu na renesanční zámek za účasti italských stavitelů (1571-1573). Jeho syn Oldřich Desiderius však Staré Hrady značně zadlužil a po jeho smrti bylo panství zahrnující jedno městečko a patnáct vesnic prodáno. Od roku 1601 vlastnil také palác na Hradčanech, který nechal přestavět, jeho potomci jej pak v roce 1630 prodali Kolovratům.

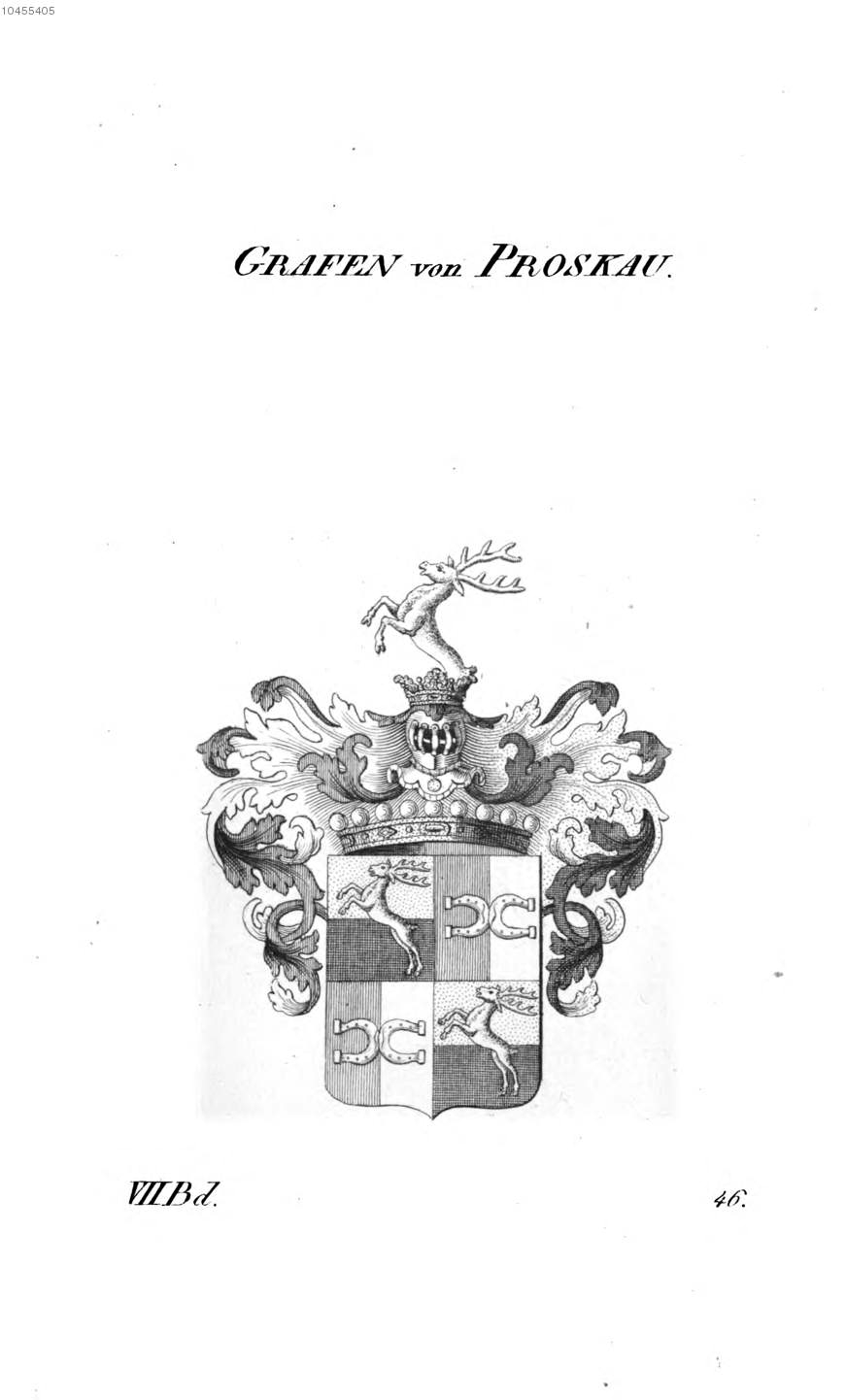
Hraběcí erb Pruskovských z Pruskova

K významnému rozšíření majetku Pruskovských na území dnešního Česka přispěl vojevůdce a dvořan Kašpar Pruskovský (1543-1603), který získal v roce 1581 do zástavy panství Hradec nad Moravicí a o čtyři roky později dosáhl jeho převzetí do dědičného vlastnictví. Sňatkem s Barborou Révayovou pak v roce 1588 získal panství Bzenec na jižní Moravě. Propojení těchto panství se projevovalo především v povinném odběru vína z Bzence do Hradce. V Hradci se za Pruskovských stavělo přes třicet let a z pohraniční pevnosti vznikl pohodlný renesanční zámek. Jejich zásluhou byl v Hradci postaven i kostel sv. Petra a Pavla (1584).
Jiří Kryštof II. a jeho syn Erdmann Kryštof patřili podle archívních pramenů k nejtvrdší vrchnosti v zemi. Jiří Kryštof II. díky tomu disponoval vysokými výnosy a mohl k Hradci přikoupit další statky a také dům v Opavě. Erdmann Kryštof vedl dlouholeté spory s poddanými v Bzenci, kde v letech 1709-1710 nechal postavit honosný barokní zámek. V Bzenci na náklady Pruskovských vznikl i nový barokní kostel sv. Jana Křtitele a na místě zříceniny hradu nechal Erdmann Kryštof postavit barokní kapli sv. Floriána (1703). Hradec nad Moravicí dosáhl za vlády Erdmanna Kryštofa obnovení městských práv (1702), v roce 1719 zde ale došlo ke vzpouře poddaných a nakonec panství Erdmann Kryštof v roce 1733 prodal. Dočasným rozšířením majetku Pruskovských bylo panství Náměšť na Hané, které koupili zadlužené ve veřejné dražbě za 45 000 zlatých, a i když zde proběhly stavební úpravy zámku, brzy jej prodali (1706-1719).
Úmrtím Leopolda Erdmanna v roce 1769 rod Pruskovských vymřel po meči. Jejich statky ve Slezsku (Pruskov, Bělá) připadly na základě předchozích dohod Ditrichštejnům (kníže Walter Xaver z Ditrichštejna měl za manželku Karolínu Maxmiliánu Pruskovskou (1674–1734), sestru Jiřího Kryštofa II. Pruskovského). Sestra posledního Pruskovského, Marie Ernestina (1722-1806), ovdovělá hraběnka ze Salm-Neuburgu, získala do doživotního užívání panství Bzenec, kde se usadila a opět vedla četné spory s poddanými.
Ditrichštejnové kromě majetku ve Slezsku převzali i erb a jméno Pruskovských a od roku 1769 jim tak náležel titul kníže Dietrichstein, hrabě von Proskau. Po vymření Ditrichštejnů pak o jméno Pruskovských požádal jeden z nástupnických rodů a od roku 1896 užíval jméno Herberstein-Proskau jeden z dědiců ditrichštejnského majetku hrabě Jan Josef z Herbersteinu (1854-1944).

## Erb

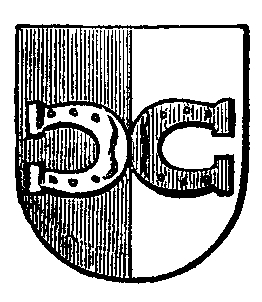
Původní erb pánů z Pruskova (podle Clerica)

Nejstarší verzi erbu se dvěma okovanými ležatými a proti sobě obrácenými podkovami v červeno-stříbrném polceném poli ze 13.–14. století převzalo do znaku dolnoslezské město Bělá. Od 2. poloviny 16. století užívali štít čtvrcený, v 1. a 4. zlato-černě polceném poli je jelen přirozených barev ve skoku doprava, 2. a 3. pole červeno-stříbrně polceno, v každé polovině podkova opačných barev. Klenotem je jelen přirozených barev, vyrůstající z přilby. Přikryvadla jsou na jedné straně červeno-stříbrná, na druhé černo-zlatá. V této podobě je erb Pruskovských zachován na vstupním portálu na zámku Staré Hrady nebo nad vchodem kostela sv. Jana Křtitele v Bzenci a kostela sv. Mikuláše v Březové. Ve stejné podobě užíval erb také pražský rodák Jan Jindřich Proškovský z Krohensteinu (1622-1668), od roku 1657 doktor práv a apelační rada.

## Rodová sídla v Čechách, na Moravě a ve Slezsku
- Bzenec (1588-1806)
- Hradec nad Moravicí (1581-1733)
- Náměšť na Hané (1706-1719)
- Staré Hrady (1571-1618)
- Biała

## Rodokmen
1. Stanislav
  1. A. Stoigniew (Stoimir, Stanimir) ∞ Hedvika z Vrbna[15]
    1. B. Stoigniew II. (Stoimir) ∞ Žofie z Bibersteinu
      1. C. Konrád ∞ Eufemie von Promnitz
        1. D. Stoigniew III. ∞ Alžběta z Petřvaldu
          1. E. Jiří II. ∞ Helena ze Schwarzenbergu
            1. F. Jakub ∞ Anna Meziříčská z Lomnice
            2. F. Bernard
            3. F. Jan II. ∞ Kateřina von Maltitz
              1. G. Jindřich III.
                1. H. Oldřich

              2. G. Adam II. († 1498) ∞ Anna Rolle (Opperssdorf)
                1. H. Jan IV. (1455–1508) ∞ Anna Stošová z Kounic
                  1. I. Jiří III.
                  2. I. Jan V. mladší ∞ 1. Anna Mochowská, 2. Hedvika Cetrysová z Kynšperka[15]
                    1. J. Jan VI. († 1564) ∞ Helena Kordula
                    2. J. Valentýn I. († 1557) ∞ Kunegunda Cetrysová z Kynšperka
                      1. K. Jan VII. (1529–1590) ∞ Dorota Schindel
                      2. K. Valentýn II. mladší
                      3. K. Kašpar III. (1543–1603) ∞ Barbara von Revay

                    3. J. Lukáš († 1536)
                    4. J. Jakub II. († 1544)
                    5. J. Jiří IV. († 1584) ∞ Voršila z Lobkowicz
                      1. K. Jan Kryštof I. ∞ Kunegunda z Gutštejna
                        1. L. Jiří Kryštof I. ∞ Anna Julianna z Kochcic
                          1. M. Karel Kryštof
                          2. M. Jan Kryštof II.
                          3. M. Jiří Kryštof II. ∞ 1. Marie Rebeka von Stubendorf, 2.2. Marie Rozálie z Thurn-Valsassiny
                            1. N. Leopold Kryštof
                            2. N. Antonín Kryštof
                            3. N. Filip Kryštof
                            4. N. Erdman Kryštof
                            5. N. Jiří Kryštof III.
                            6. N. Karolína Maxmiliana ∞ Walter Xaver z Ditrichštejna[15]

                        2. L. Barbora ∞ Jan von Brenner
                        3. L. Magdaléna ∞ František von Ratap
                        4. L. Kunegunda Františka ∞ Baltazar ze Žerotína
                        5. L. Marie Kateřina ∞ 1.Tobiáš Haugwitz, 2. František Hýzrle z Chodů

                      2. K. Oldřich Desiderius (1570–1618) ∞ 1. Ludmila z Lobkowicz, 2. Jana Kaplířová ze Sulevic[15]
                      3. K. Kašpar

                    6. J. Jindřich († 1542)
                    7. J. Hedvika ∞ Albrecht Lariš ze Lhoty
                    8. J. Klára ∞ Joachim Buchta

                  3. I. Barbora ∞ Jan Stoš z Kounic
                  4. I. Alžběta ∞ Vít Dronowski[15]

              3. G. Jan III.
              4. G. Barbora

          2. E. Adam († 1434) ∞ Veronika ze Sierakowic
            1. F. Otto († 1437)
            2. F. Jindřich
            3. F. Kašpar ∞ Anna ze Zástřizl
              1. G. Kryštof († 1530)

      2. C. Kašpar ∞ Kunegunda von Maltzan
        1. D. Jan I.

    2. B. Beldo I.
      1. C. Beldo II.
        1. D. Mersan (Mersan Beldo), († 1360)
          1. E. Mersan II. († 1371)

    3. B. Stanislav II. (1289–1321)
    4. B. Hedvika ∞ Konrád z Nostic

  2. A. Václav (Więcław)[15]